# Новая Академия музыки
Новая Академия музыки (нем. Neue Akademie der Tonkunst), часто Академия Куллака — берлинское высшее музыкальное учебное заведение, основанное Теодором Куллаком и действовавшее в 1855—1890 годах.
Академия была сосредоточена преимущественно на подготовке пианистов и вскоре стала крупнейшим частным музыкальным институтом Германии.
В лучшие времена число учеников достигало 1000 человек, количество преподавателей — 100 человек.
После смерти Куллака в 1882 году Академию возглавил его сын Франц Куллак, однако это стало началом её заката.